# Wayne Peterson
Pour les articles homonymes, voir Peterson.
Wayne Peterson, né le 3 septembre 1927 à Albert Lea (Minnesota) et mort le 7 avril 2021 à San Francisco (Californie), est un pianiste et compositeur américain, lauréat du Prix Pulitzer de musique en 1992.

## Biographie
Wayne T. Peterson naît le 3 septembre 1927 à Albert Lea (Minnesota),.
Il est élève d'Early Ryner (piano), Paul Fetler, Earl George et James Aliferis (composition) à l'Université du Minnesota, où il obtient un Bachelor of Arts en 1951, avant un Master of Arts en 1953 puis un Doctorat en 1960. Lauréat d'une bourse Fulbright, il étudie également à la Royal Academy of Music de Londres en 1953 et 1954, avec Lennox Berkeley et Howard Ferguson,.
À partir de 1960, Wayne Peterson enseigne à l'Université d'État de San Francisco, puis à l'Université de l'Indiana en 1992 et à l'Université Stanford entre 1992 et 1994.
Comme compositeur, il reçoit des commandes de l'Orchestre symphonique de San Francisco, du Louisville Orchestra, de l'American Composers Orchestra et des fondations Fromm et Koussevitzky, notamment.
Peterson est lauréat des prix du Minnesota Centennial Composition Contest (1958), de l'American Society of Harpists (1985) et de l'Académie américaine des arts et des lettres (1986), est boursier de la Fondation Guggenheim en 1989 et artiste invité à l'American Academy in Rome en 1990,.
En 1992, il remporte le prix Pulitzer de musique avec The Face of the Night, the Heart of the Dark (en).
Wayne Peterson meurt le 7 avril 2021 à San Francisco.

## Œuvres
Parmi ses œuvres, figurent :

### Musique pour orchestre
- Introduction and Allegro (1953) ;
- Free Variations (1954-1958) ;
- Exaltation, Dithyramb and Caprice (1959-1960) ;
- Cataclysms (1968) ;
- Clusters and Fragments pour orchestre à cordes (1969) ;
- Transformations II pour orchestre de chambre (1985 ; création à San Francisco le 11 avril 1986) ;
- Trilogy (1987 ; création à Saratoga le 18 juin 1988) ;
- The Wideong Gyre (1990 ; création à New York le 10 février 1991) ;
- The Face of the Night, the Heart of the Dark (en) (1990-1991).

### Musique de chambre
- Metamorphosis pour quintette à vent (1967) ;
- Phantasmagoria pour flûte, clarinette et contrebasse (1968) ;
- Capriccio pour flûte et piano (1973) ;
- Transformations pour quatuor à cordes (1974) ;
- Encounters pour 9 instrumentistes (1976) ;
- An Interrupted Serenade pour flûte, harpe et violoncelle (1978) ;
- Sextet (1982) ;
- Ariadne's Thread pour harpe, flûte, clarinette, cor, percussion et violon (1985) ;
- Duodecaphony pour alto et violoncelle (1986-1987).